# Alexander D. Sims
Alexander Dromgoole Sims (* 12. Juni 1803 bei Randall’s Ordinary, Brunswick County, Virginia; † 22. November 1848 in Kingstree, South Carolina) war ein US-amerikanischer Politiker. Zwischen 1845 und 1848 vertrat er den Bundesstaat South Carolina im US-Repräsentantenhaus.

## Werdegang
Alexander Sims war der Neffe von George Dromgoole (1797–1847), der zwischen 1835 und 1848 mit einer Unterbrechung den Staat Virginia im Kongress vertrat. Sims besuchte zunächst die öffentlichen Schulen seiner Heimat und studierte dann an der University of North Carolina in Chapel Hill. Anschließend absolvierte er bis 1823 das Union College in Schenectady (New York). Nach einem anschließenden Jurastudium und seiner Zulassung als Rechtsanwalt begann er in seinem neuen Beruf zu praktizieren. Im Jahr 1826 zog Sims nach Darlington in South Carolina. Dort leitete er im Jahr 1827 die Darlington Academy. Ab 1829 war er dort auch als Anwalt tätig. Außerdem befasste er sich mit literarischen Angelegenheiten.
Politisch war Sims Mitglied der Demokratischen Partei. Zwischen 1840 und 1843 saß er als Abgeordneter im Repräsentantenhaus von South Carolina. 1844 wurde er im vierten Wahlbezirk von South Carolina in das US-Repräsentantenhaus in Washington, D.C. gewählt, wo er am 4. März 1845 die Nachfolge von John Campbell antrat. In den Jahren 1846 und 1848 wurde Sims jeweils bestätigt. Allerdings verstarb er nur wenige Tage nach seiner letzten Wiederwahl am 22. November 1848. Daher konnte er die neue Legislaturperiode im Kongress nicht mehr antreten. Nach einer Nachwahl übernahm John McQueen sein Mandat. Sims galt als entschiedener Anhänger der Sklaverei. Seine Zeit im Repräsentantenhaus wurde von den Ereignissen des Mexikanisch-Amerikanischen Krieges bestimmt.